# NGC 2407
NGC 2407 ist eine Linsenförmige Galaxie vom Hubble-Typ S0 im Sternbild Zwillinge auf der Ekliptik. Sie ist schätzungsweise 372 Millionen Lichtjahre von der Milchstraße entfernt und hat einen Durchmesser von etwa 120.000 Lichtjahren. 

Im selben Himmelsareal befinden sich u. a. die Galaxien NGC 2406 und NGC 2411.
Das Objekt wurde am 7. Februar 1885 von Édouard Stephan entdeckt.